# شاهدخت مارینای یونان و دانمارک
شاهدخت مارینای یونان و دانمارک (به یونانی: Πριγκίπισσα Μαρίνα της Ελλάδας) (به دانمارکی: Marina af Grækenland og Danmark) (۱۳ دسامبر ۱۹۰۶ – ۲۷ اوت ۱۹۶۸) کوچک‌ترین دختر شاهزاده نیکلاس یونان و دانمارک و همسرش دوشس النا ولادیمیرونای روسیه و همچنین نوهٔ جرج یکم یونان بود. او در ۲۹ نوامبر ۱۹۳۴ با شاهزاده جورج، دوک کنت کوچک‌ترین پسر پادشاه بریتانیا جرج پنجم ازدواج کرد که حاصل این پیوند سه فررند بود. شاهزاده جرج در سال ۱۹۴۲ در حین خدمت در یک سانحه هوایی کشته شد.